# Gânglio simpático

Esquema mostrando a estrutura de um nervo espinhal típico.

Gânglios simpáticos são gânglios do sistema nervoso simpático. Eles são responsáveis pela resposta de luta ou fuga.